# 小行星14505
小行星14505（14505 Barentine）是一颗绕太阳运转的小行星，为主小行星带小行星。该小行星于1996年1月12日发现。

## 轨道参数
小行星14505的轨道半长轴为2.3575763 UA，离心率为0.166。